# Dmytro Motorny
Dmytro Kostiantynowycz Motorny (ukr. Дмитро Костянтинович Моторний; ros. Дмитрий Константинович Моторный, ur. 2 listopada 1927 we wsi Rodianczina w rejonie bobrynieckim, zm. 30 lipca 2018) – nowator produkcji rolnej Ukraińskiej SRR, przewodniczący kołchozu, dwukrotny Bohater Pracy Socjalistycznej (1966 i 1986), Bohater Ukrainy (2002).

## Życiorys
Ukrainiec, w latach 1944–1948 traktorzysta i szofer sowchozu im. K. Marksa we wsi Bałtazariwka w rejonie czaplińskim, 1948–1952 uczeń technikum okrętowego w Chersoniu, 1952–1953 pomocnik majstra, majster i starszy majster stoczni w Chersoniu. Od 1951 członek WKP(b), w latach 1953–1957 kierownik pracownik stanicy maszynowo-traktorowej, 1959–1962 sekretarz komitetu partyjnego tej stoczni, 1962–1963 główny inżynier sowchozowo-kołchozowego zarządu produkcyjnego. Od lutego 1963 przewodniczący kołchozu im. Kirowa we wsi Czornobajiwka w rejonie biłozerskim w obwodzie chersońskim. Wiele uwagi poświęcał budowie sfery przemysłowej i socjalno-bytowej; w czasie gdy był przewodniczącym, w kołchozie zbudowano m.in. warsztat konserwowy, zakład przetwórstwa mleka, nowe pomieszczenia dla bydła rogatego, Pałac Kultury, przedszkole, szkołę, siłownię, ambulatoria, pensjonaty i sieć gazową i kanalizacyjną. Przyczynił się do podniesienia wydajności hodowli i zwiększenia plonów. W 1980 wydał książkę Ziemla i ludi. W latach 1981–1986 członek Centralnej Komisji Rewizyjnej KPZR, W latach 1986–1990 członek KC KPZR. Deputowany do Rady Najwyższej Ukraińskiej SRR 10 i 11 kadencji. W latach 1987–1992 przewodniczący Rady Kołchozów Ukrainy. W latach 1989–1991 deputowany ludowy ZSRR. Od 2001 honorowy członek Ukraińskiej Akademii Nauk Agrarnych. Mieszkał we wsi Czornobajiwka.

## Odznaczenia
- Medal Sierp i Młot Bohatera Pracy Socjalistycznej (dwukrotnie – 22 marca 1986 i 20 stycznia 1986)
- Order Państwa Bohatera Ukrainy (2 listopada 2002)
- Order Lenina (trzykrotnie – 22 marca 1966, 1975 i 20 stycznia 1986)
- Order Rewolucji Październikowej (1971)
- Order Księcia Jarosława Mądrego IV klasy (Ukraina, 15 listopada 2012)
- Order Księcia Jarosława Mądrego V klasy (Ukraina, 27 października 1997)
- Medal „Weteran pracy” (1983)
- Złoty Medal Wystawy Osiągnięć Gospodarki Narodowej ZSRR (czterokrotnie – 1975, 1982, 1983 i 1989)
- Srebrny Medal Wystawy Osiągnięć Gospodarki Narodowej ZSRR (dwukrotnie – 1967 i 1972)

I wiele medali.